# Xenolytus brunnipes
Xenolytus brunnipes là một loài tò vò trong họ Ichneumonidae.